# Joris van Rooijen
Joris van Rooijen (Nieuwegein, 11 maart 1985) is een Nederlands voetballer. Van Rooijen staat meestal centraal op het middenveld in een rol van spelverdeler of in de aanval.
De speler begon bij amateurclub SV Houten en doorliep daarna de jeugdopleiding van FC Utrecht. Hij brak niet door maar werd opgemerkt door FC Volendam, waar hij twee jaar speelde. Hij kwam naar Cambuur-Leeuwarden waar hij vrijwel wekelijks in de basis stond. Wel kon hij vaak niet op zijn favoriete positie achter de spitsen spelen. Bij het wegvallen van een teamgenoot moest Van Rooijen soms op andere posities spelen. Na vier jaar profvoetbal, waarin hij zelfs doorbrak, gaat de kopsterke verdediger toch terug naar de amateurs. Sparta Nijkerk is in 2008/2009 zijn werkgever.

## Carrière
| Seizoen              | Club                  | Wedstrijden | Doelpunten | Competitie             |
| -------------------- | --------------------- | ----------- | ---------- | ---------------------- |
| 2004/05              | FC Volendam           | 16          | 0          | Eerste divisie         |
| 2005/06              | FC Volendam           | 14          | 1          | Eerste divisie         |
| 2006/07              | Cambuur-Leeuwarden    | 25          | 1          | Eerste divisie         |
| 2007/08              | SC Cambuur-Leeuwarden | 15          | 0          | Eerste divisie         |
| 2008/09              | Sparta Nijkerk        |             |            | Zaterdag Hoofdklasse B |
| Totaal (profvoetbal) |                       | 70          | 2          |                        |

Bijgewerkt t/m seizoen 2007/08